# Словечно
Словėчно (біл. Славėчна) — прикордонна залізнична станція Гомельському відділенню Білоруської залізниці на лінії Коростень — Калинковичі. Розташована в однойменному селі Єльського району Гомельської області Білорусі. Поруч зі станцію пролягає автошлях республіканського значення Р128 (Туров — Лельчиці — Словечно).

## Історія
Станція відкрита 1916 року під час будівництва лінії Коростень — Калинковичі.
В ніч на 29 серпня 2023 року, близько 03:30,  на залізничному мосту, який розташований на кордоні між Україною та Білоруссю здетонували протитанкові міни ТМ-62М. Попередньою причиною став удар блискавки в одну з мін. Внаслідок вибуху пошкоджена опора мосту, що розташований за 800 метрів від білоруського пункту пропуску «Словечно», а також зруйновано залізничне полотно.

## Пасажирське сполучення
Станція є кінцевою для приміських поїздів сполученням Калинковичі — Словечно.